# Солон, Леон-Виктор
Леон-Виктор Солон (фр. Léon-Victor Solon, 17 апреля 1873, Сток-он-Трент, Стаффордшир, Англия — 27 декабря 1957, Нью-Йорк, США) — английский и американский художник-керамист, живописец, рисовальщик и гравёр, книжный иллюстратор, художник-плакатист, писатель, сын эмигрировавшего в Англию французского художника-керамиста Марка-Луи-Эммануэля Солона.

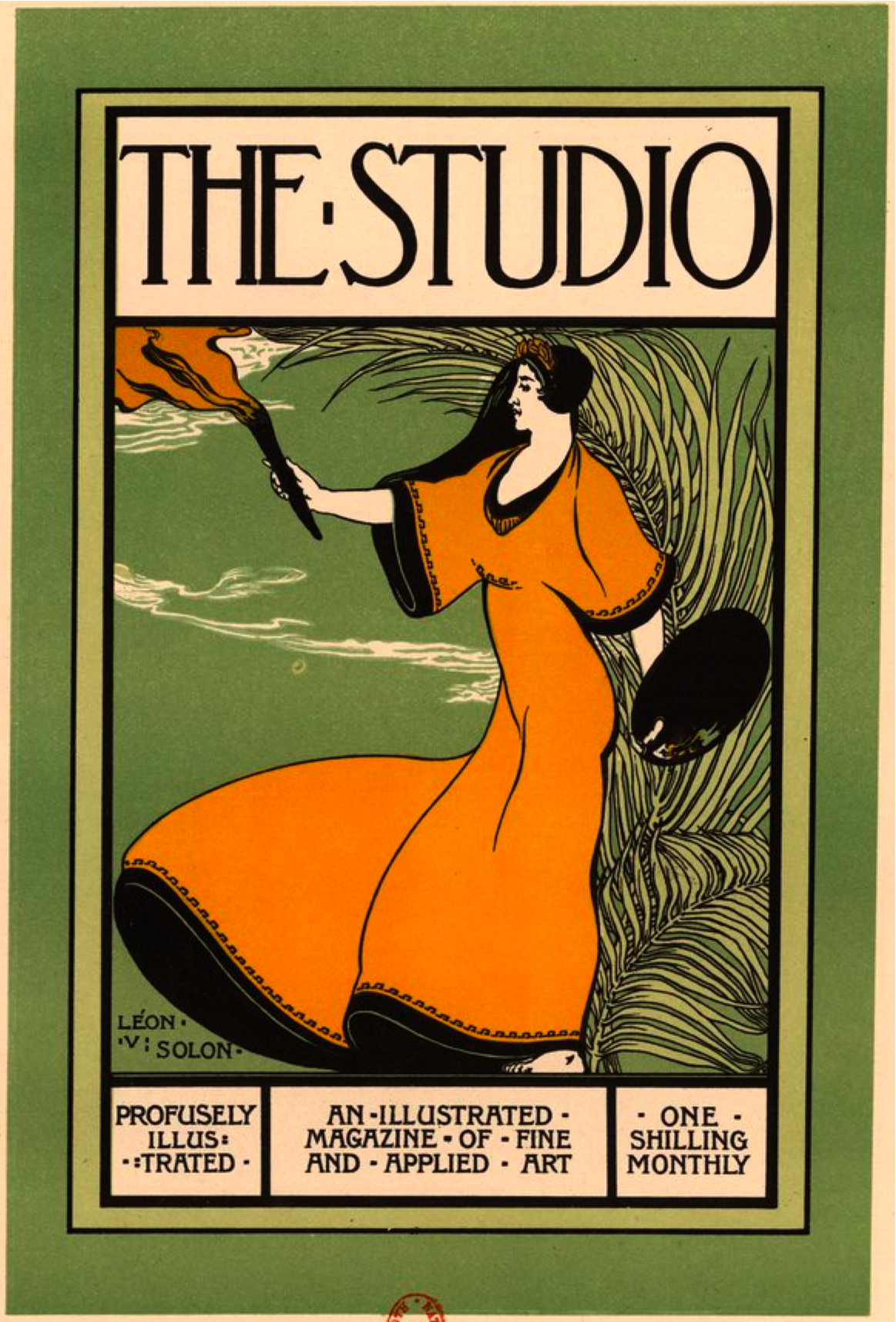
Плакат журнала «The Studio». Литография. Ок. 1890

Солон-Младший был старшим сыном Марка-Луи-Эммануэля Солона, художника фабрики Томаса Минтона в Сток-он-Трент, и Лоры Арну, дочери художественного руководителя фабрики Леона Арну. В 1900—1909 годах Леон-Виктор Солон, сменив отца, был художественным руководителем фабрики Минтона. Он привнёс новые черты в продукцию фабрики, согласно франко-бельгийской моде на стиль ар нуво. Вместе с работавшим на той же фабрике художником-керамистом Джоном Уильямом Уодсвортом (1879—1955) Солон стал разрабатывать эскизы, близкие продукции Венских мастерских и Венского сецессиона (объединения художников австрийского модерна). Новая продукция получила название «сецессионистской» (secessionist ware).
Находясь в Стаффордшире, Леон-Виктор Солон работал не только в керамике: он создавал текстильные изделия для семьи красильщиков и мастеров печатного рисунка на шёлке Уордл (Thomas Wardle & Co. and Bernard Wardle & Co.); делал эскизы книжных переплётов для мастерской Бэджли (G.T. Bagguley).
В 1909 году Л.-В. Солон эмигрировал в Соединенные Штаты Америки. В 1912 году он стал художественным руководителем керамической фабрики «American Encaustic Tiling Company» в Зейнсвилле, штат Огайо, производящей облицовочные плитки и глазурованные изразцы для каминов и печей.
Солон разработал цветовую гамму оформления Рокфеллер-центр в Нью-Йорке и отвечал за полихромирование знаменитых скульптурных украшений экстерьера Рокфеллер-центра в стиле ар-деко.
Л.-В. Солон является автором идеи раскраски скульптур фронтона Художественного музея Филадельфии. Описывая свою работу над этим проектом, Солон заявлял, что просто следует «древнегреческому принципу окраски скульптур». В последние годы Солон поселился во Флориде, но затем переехал в Нью-Йорк.